# Musica di ispirazione cristiana
La musica di ispirazione cristiana include la musica cristiana contemporanea, il rock cristiano, il Christian metal, i canti di lode contemporanei, il gospel e la musica cristiana hip hop.
L'origine della musica cristiana parte dalle Chiese evangelicali nord americane e in un secondo momento, dopo il Concilio Vaticano II, è stato parzialmente accolto anche dal mondo cattolico. In America è talmente diffuso e radicato che l'organizzazione BMI ha creato i Christian Music Awards. Chi ascolta musica cristiana è spesso già cristiano, tuttavia la musica di ispirazione cristiana è utilizzata a fini di evangelizzazione. Gli artisti (musicisti, autori, cantanti) utilizzano il loro background per diffondere il loro credo spirituale. L'idea di base è quella di far conoscere il Cristianesimo e i suoi valori cantando ed esprimendo la gioia della propria fede.
Nel 1975 è stato inaugurato, in California, un formato radiofonico noto come Contemporary Christian Music, che trasmette molte delle generalità dello stile.

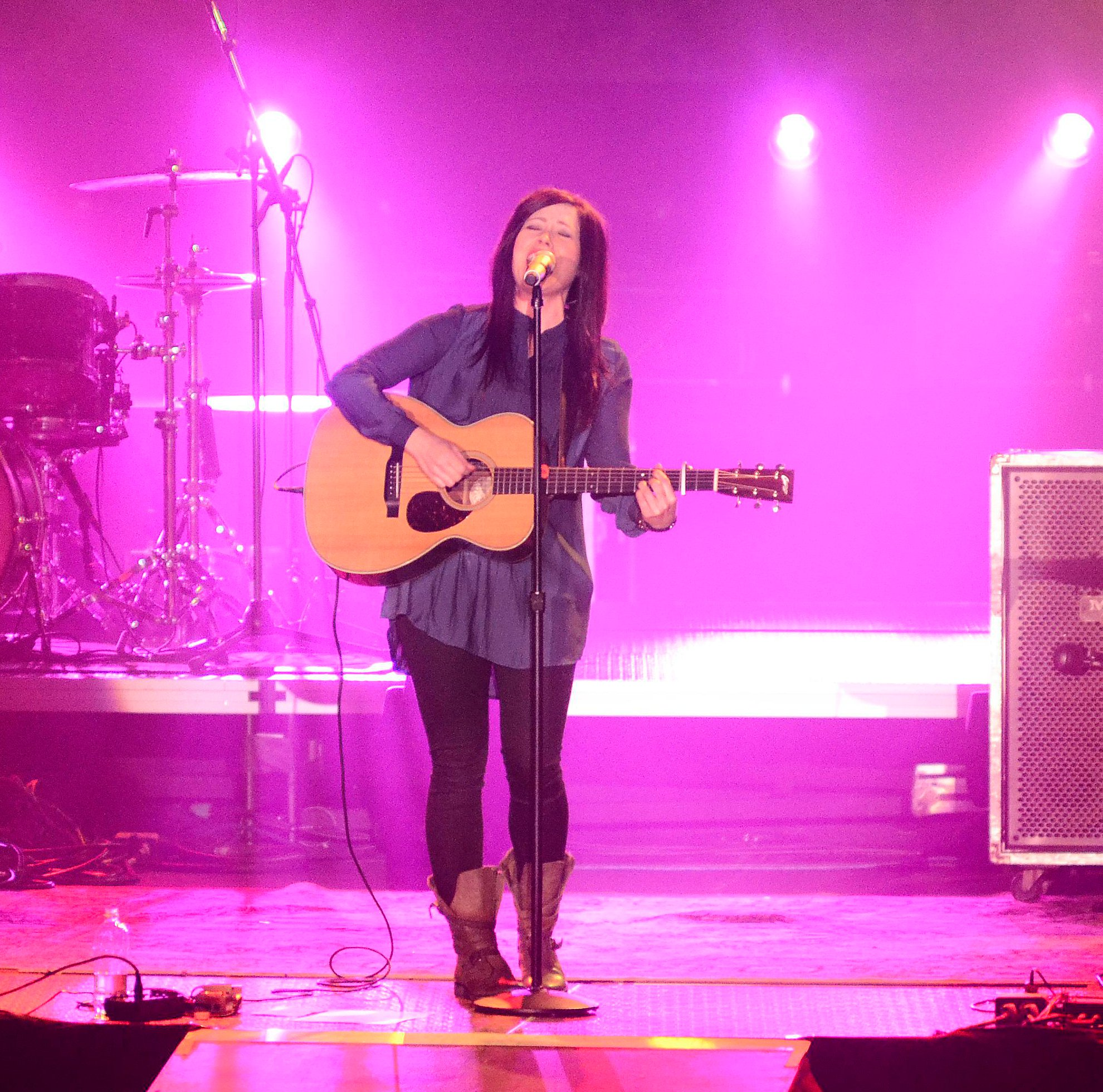
Kari Jobe

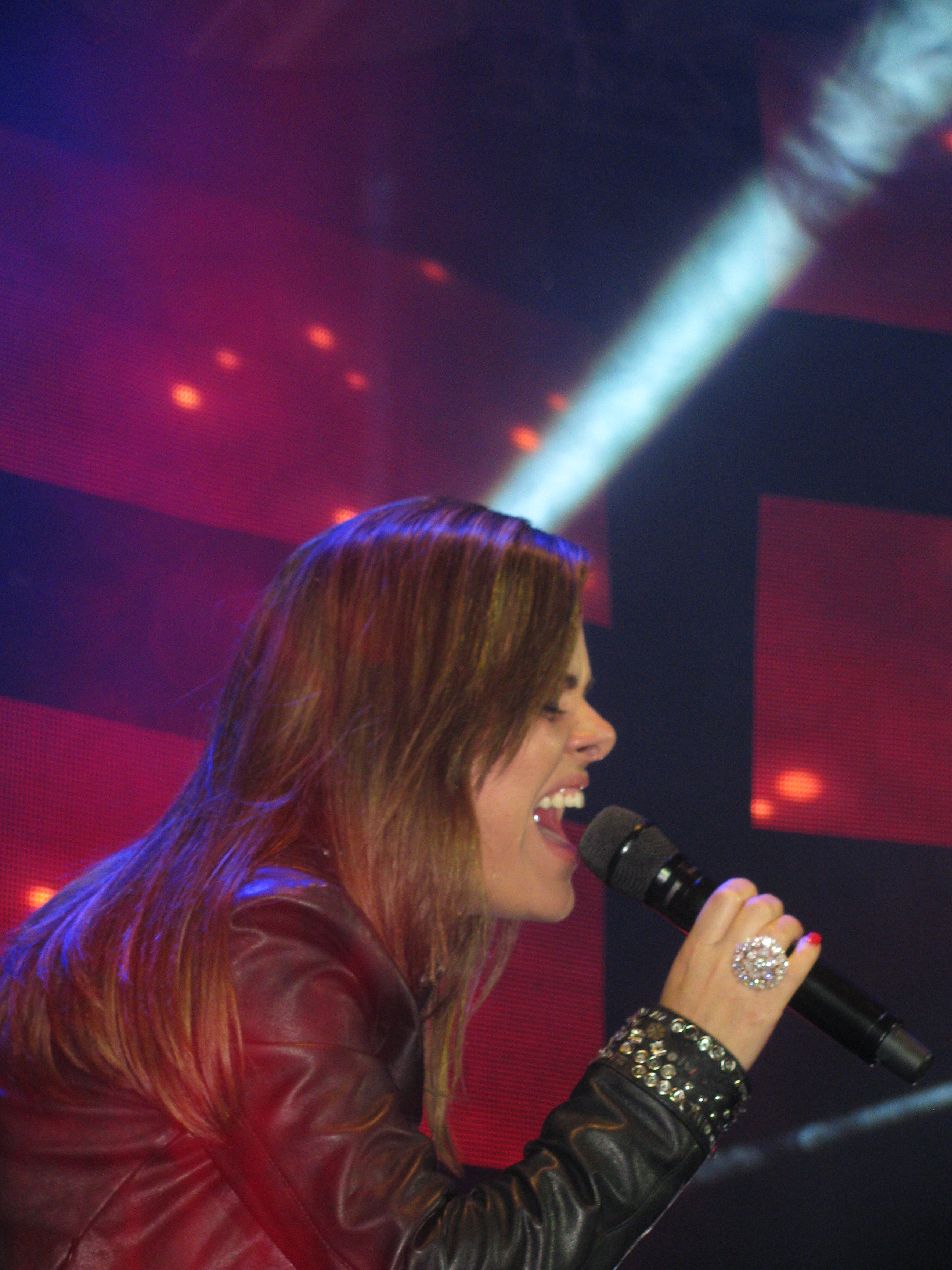
Ana Paula Valadão

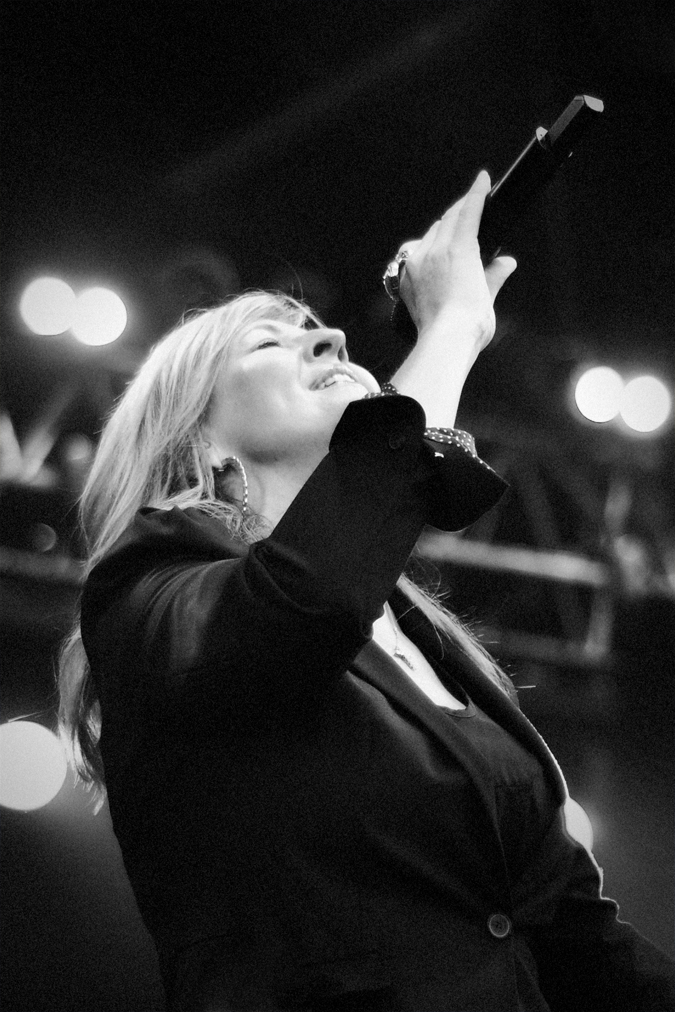
Darlene Zschech

## Musica cristiana contemporanea
La musica cristiana contemporanea (CCM) nasce negli Stati Uniti durante il Jesus movement, un movimento di risveglio a cavallo tra il 1960 e il 1970. Diversamente dalla musica gospel, questo nuovo genere musicale nasce dal rock and roll. Negli anni 80 la nicchia della "Jesus music" si è estesa in un business multimilionario negli USA, nei paesi anglosassoni e in quelli sudamericani. Negli anni 90, molti artisti della musica cristiana contemporanea come Amy Grant, dc Talk, Michael W. Smith, Stryper, and Jars of Clay hanno avuto successo nelle radio mainstream "Top 40". Attualmente, negli USA le vendite della musica di ispirazione cristiana sono superiori a quelle della musica classica, jazz, latin, new age e colonne sonore.
In Italia questo genere musicale è stato importato dal gruppo Cristo è la Risposta, un'opera missionaria itinerante internazionale nata dal Jesus movement e si è diffuso maggiormente all'interno delle chiese evangelicali andando a sostituire quasi del tutto gli inni liturgici storici protestanti. Altri gruppi rappresentativi negli Stati Uniti sono 2nd Chapter of Acts, Andraé Crouch and the Disciples, Evie, Nancy Honeytree, The Imperials, Love Song e Petra.
In Italia, anche in ambito cattolico alcuni brani religiosi sono adattamenti di composizioni statunitensi di autori evangelici.

## Canti di lode
I canti di lode sono un genere musicale non molto definito che si è sviluppato negli ultimi sessanta anni ed è stilisticamente simile alla musica pop.
Le canzoni sono frequentemente denominate "canti di lode" o "canti di adorazione" e sono generalmente guidati da una band. Nelle chiese evangelicali, il canto di lode accompagna il culto o la celebrazione, nella maggior parte vengono usati dei libri, i cosiddetti 
"inni di lode", oppure è possibile che il testo del canto venga proiettato direttamente su uno schermo.

## Rock cristiano
Il rock cristiano è una forma di musica rock suonata da band i cui membri sono cristiani ed in cui i testi delle canzoni riportano spesso concetti relativi alla fede cristiana. Il rock cristiano è spesso considerato parte della musica cristiana contemporanea ed è il genere musicale cristiano più popolare negli Stati Uniti. Intorno alla fine degli anni novanta e nell'ultimo decennio essa ha riscontrato un notevole successo, attraverso un genere "alternative" che copre tutti gli stili musicali legati al rock, dal rock sperimentale all'heavy metal, con contaminazioni pop, reggae, rap, in cui i testi si rifanno ai valori del Cristianesimo.

## Rap e hip hop cristiano
La musica cristiana hip hop (originariamente chiamata rap gospel) è una forma di musica hip hop che utilizza tematiche cristiane per esprimere la fede dell'autore, ancora poco diffusa in Italia. Soltanto durante gli anni 90 il termine "musica cristiana hip hop" o "hip hop cristiano" comincia ad essere utilizzato per identificare questo tipo di musica.